# حسن گوشه
 حسن گوشه  بازیکن سابق فوتبال ایران است.
وی سابقه ۱ بازی ملی در پست هافبک دارد و عضو اولین تیم ملی فوتبال ایران در سال ۱۹۴۱ در مقابل تیم ملی فوتبال افغانستان بوده است.